# 동상이몽 금발이 너무해
《동상이몽 금발이 너무해》는 2008년 8월 7일부터 10월 30일까지 매주 목요일 오후 3시 10분에 코미디TV에서 방송된 대한민국의 리얼리티 텔레비전 프로그램이다. 대한민국 출신의 노총각 역할을 맡은 패널 3명이 외국 출신의 미녀 역할을 맡은 패널 3명과 함께 3개월 동안 동거하는 모습을 통해 서로 다른 국적을 가진 남녀 커플이 한 집에 살면서 겪는 문화의 차이에 따른 문화 충돌을 소재로 하고 있다.

## 방송 정보
| 방송 채널 | 방송 기간                  | 방송 시간                                   |
| --------- | -------------------------- | ------------------------------------------- |
| 코미디TV  | 2008년 8월 7일 ~ 10월 30일 | 매주 목요일 오후 3시 10분 ~ 4시 10분 (60분) |

## 출연자
출연자의 나이는 첫 방송일인 2008년 8월 7일을 기준으로 한다.

### 한국인 패널
| 이름        | 김현철                | 오정태                 | 조빈                   |
| 동거 파트너 | 자밀라 (Djamilya)     | 타티아나 (Tatyana)     | 제니 (Jenny)           |
| 국적        | 대한민국              | 대한민국               | 대한민국               |
| 생년월일    | 1970년 8월 27일(37세) | 1976년 10월 28일(31세) | 1974년 10월 25일(33세) |
| 직업        | 희극인                | 희극인                 | 가수                   |
| 비고        |                       |                        | 음악 그룹 노라조 멤버  |

### 외국인 패널
| 이름        | 자밀라 (Djamilya) | 타티아나 (Tatyana)                                                                  | 제니 (Jenny)                                                        |
| 동거 파트너 | 김현철 | 오정태                                                                              | 조빈                                                                |
| 국적        | 우즈베키스탄 | 우크라이나                                                                          | 스웨덴                                                              |
| 본명        | 자밀라 압둘레바 영어: Djamilya Abdullaeva 우즈베크어: Jamila Abdullayeva 자밀라 압둘라예바 러시아어: Джамиля Абдуллаева 자밀랴 압둘라예바[*] | 타티아나 노센코 영어: Tatyana Nosenko 우크라이나어: Тетяна Носенко 테탸나 노센코[*] | 제니 수잔 풀상 스웨덴어: Jenny Susanne Fuglsang 제니 수산네 풀상[*] |
| 생년월일    | 1984년 12월 14일(23세) | 1988년 2월 10일(20세)                                                               | 1988년 9월 2일(19세)                                                |
| 직업        | 모델, 가수 | 모델                                                                                | 모델                                                                |
| 비고        | KBS2 《미녀들의 수다》 출연 2008년 디지털 싱글 《오빠 미워》 발표                                                                            | 대한민국에서 활동한 우크라이나 출신 모델                                            | 스웨덴인 아버지와 한국인 어머니 사이에서 출생                       |